# Cyanolyca
Cyanolyca este un gen de păsări paseriforme aparținând familiei Corvidae. Se întâlnesc în pădurile înalte umede din sudul Mexicului, America Centrală și Anzii din America de Sud. Toate sunt în mare parte albastre și au o mască neagră. De asemenea, au ciocul și picioarele negre. Se alătură frecvent stolurilor de păsări de specii mixte.

## Specii
Genul conține nouă specii:
- Cyanolyca armillata
- Cyanolyca turcosa
- Cyanolyca viridicyanus
- Cyanolyca cucullata
- Cyanolyca pulchra
- Cyanolyca pumilo
- Cyanolyca nanus
- Cyanolyca mirabilis
- Cyanolyca argentigula

## Galerie

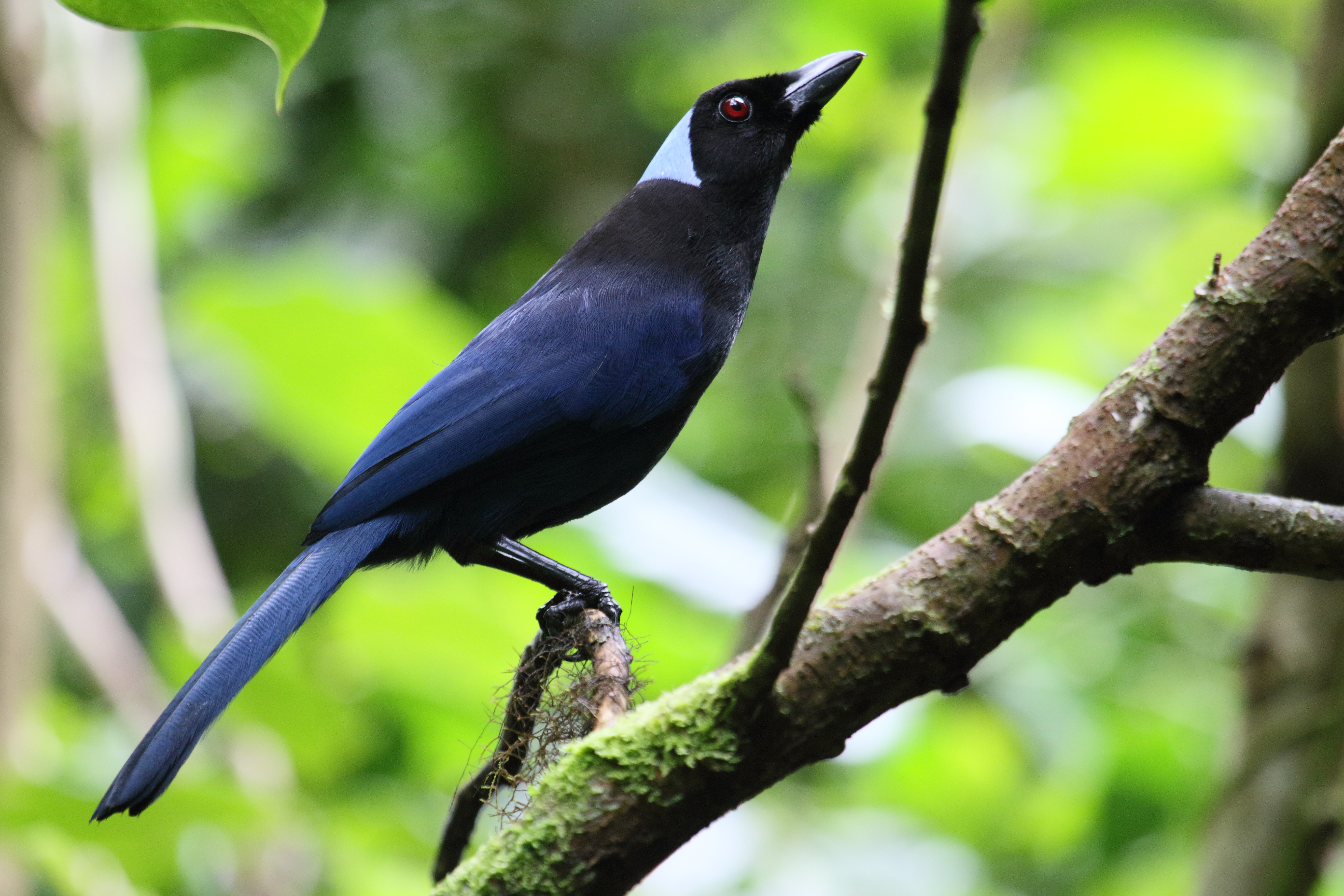
Cyanolyca cucullata
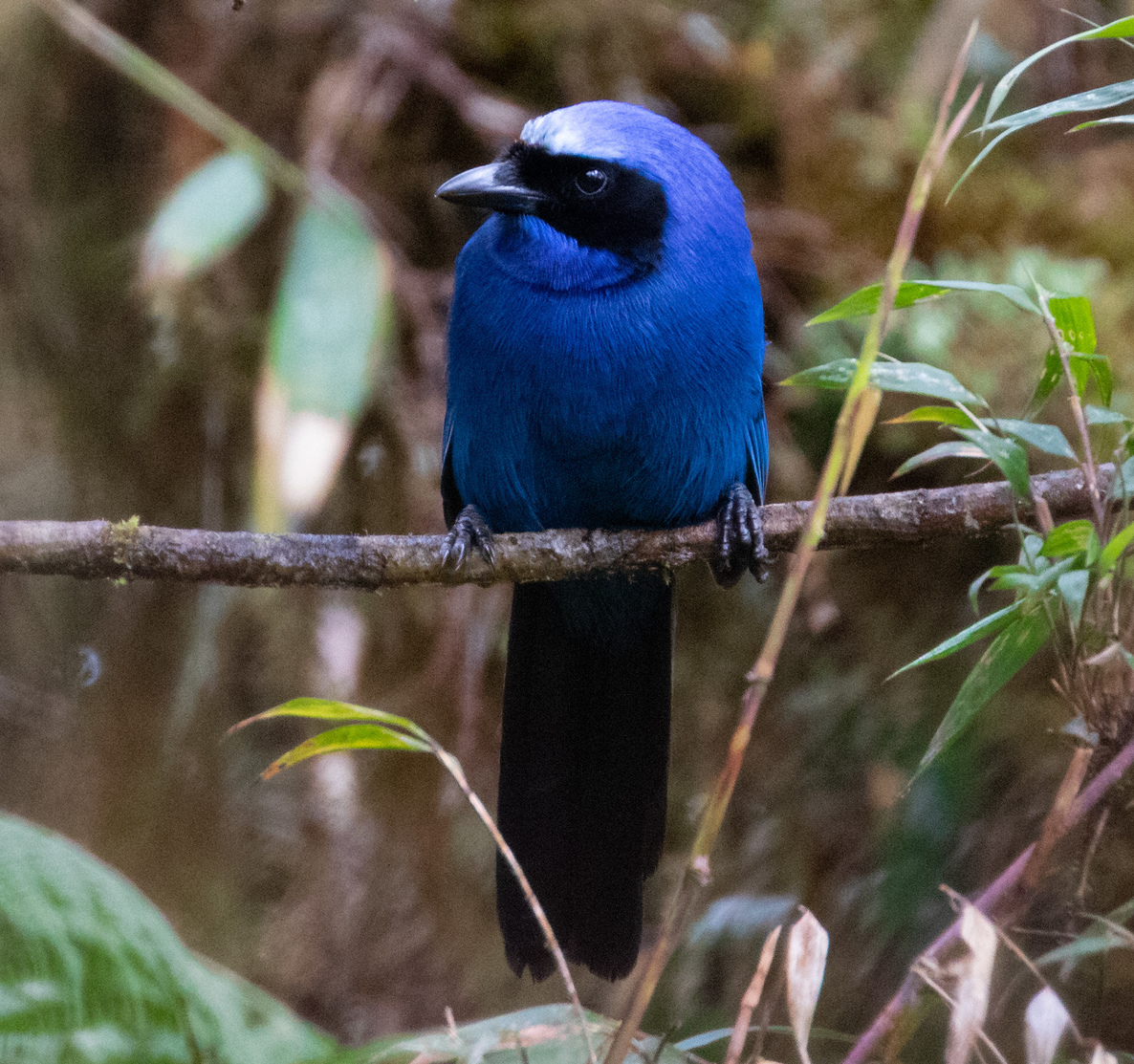
Cyanolyca viridicyanus
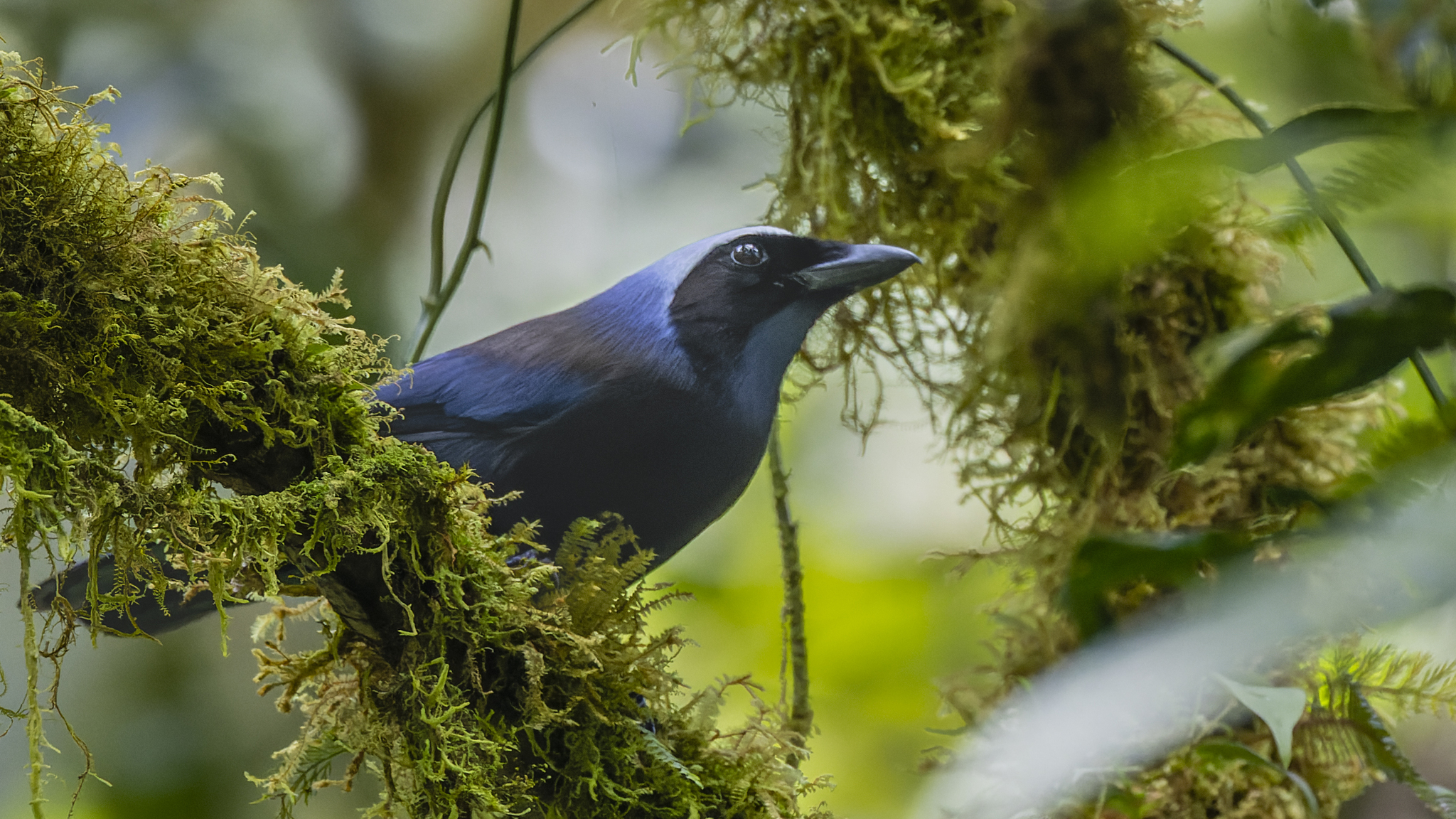
Cyanolyca pulchra